# Bombardopolis (ort)
Bombardopolis är en ort i Haiti.   Den ligger i departementet Nord-Ouest, i den nordvästra delen av landet, 170 km nordväst om huvudstaden Port-au-Prince. Bombardopolis ligger 489 meter över havet och antalet invånare är 1 974.
Terrängen runt Bombardopolis är huvudsakligen kuperad, men den allra närmaste omgivningen är platt. Runt Bombardopolis är det ganska tätbefolkat, med 93 invånare per kvadratkilometer. Närmaste större samhälle är Môle Saint-Nicolas, 13,4 km norr om Bombardopolis. Omgivningarna runt Bombardopolis är en mosaik av jordbruksmark och naturlig växtlighet.